# A Valid Path
A Valid Path — четвёртый сольный альбом Алана Парсонса, вышедший в 2004 году.

## Об альбоме
Альбом был выпущен в 2004 году, через пять лет после предыдущей работы музыканта, лонгплея The Time Machine. Парсонс, как и ранее, выступил в роли продюсера и звукоинженера, обеспечив выверенное и качественное звучание пластинки.
Хотя Парсонс и исполнил многие вокальные и инструментальне партии самостоятельно, подобно своим предыдущим релизам он привлёк большое количество сторонних исполнителей. Наиболее примечательным стало участие The Crystal Method, Дэвида Гилмора, Джона Клиза, Nortec Collective и Орсона Уэллса.
На сайте AllMusic отметили, что Парсонс стремился осовременить звучание и придерживаться современных музыкальных тенденций, добавив чилаут-треки и элементы ближневосточной музыки. Роб Тикстон обратил внимание на то, что не все приглашённые музыканты сумели одинаково хорошо влиться в общую канву пластинки: так, The Crystal Method звучали неуместно на песне «Mammagamma 04» (новой версии уже известной композиции, перезаписанной с участием сына Парсонса Джереми), в то время как «Return to Tunguska» напоминала классическую пинк-флойдовскую «One of These Days». Тем не менее, Тикстон оценил альбом на три звезды из пяти, назвав его «красивым и запоминающимся, особенно для тех, кто был верен Парсонсу на протяжении всей его карьеры».

## Список композиций
1. «Return to Tunguska» — 8:48
2. «More Lost Without You» — 3:20
3. «Mammagamma 04» — 5:06
4. «We Play the Game» — 5:33
5. «Tijuaniac» — 5:21
6. «L’Arc en Ciel» — 5:26
7. «A Recurring Dream Within a Dream» — 4:36
8. «You Can Run» — 3:51
9. «Chomolungma» — 6:35[3]

## Места в хит-парадах
| Хит-парад (2004)              | Наивысшая позиция |
| ----------------------------- | ----------------- |
| Германия (Offizielle Top 100) | 72                |
| Италия (Classifica album)     | 62                |